# Acacia multispicata
Acacia multispicata — вид квіткових рослин з родини бобових. Ареал: Австралія (Західна Австралія).

## Середовище
Росте в різноманітних середовищах існування, включаючи ліси, чагарники та верес на піщаному та суглинному ґрунті, як правило, на латериті або граніті.

## Біоморфологічна характеристика
Цей низький розлогий до прямовисного багатогіллястого кущ зазвичай досягає висоти від 0,2 до 2,5 метрів. Рослина з голими або рідко запушеними гілочками, які іноді мають нові пагони білого або сірого кольору з золотистими кінчиками. Округлі в перерізі вічнозелені філодії іноді плоскі та лінійні, а також прямі або злегка вигнуті. Жорсткі та голі філодії мають довжину від 1 до 10 см і ширину від 0,8 до 1,5 мм і мають гостру або загострену верхівку з 8–20 вузькими жилками. Цвіте з березня по жовтень, утворюючи жовті квітки. Прості суцвіття розташовані поодинці або парами в пазухах. Квіткові нещільні голови від еліпсоїдної або циліндричної форми мають довжину від 8 до 15 мм і наповнені золотистими квітками. Голі, зелені й до коричневого кольору в зрілості стручки мають лінійну форму, добре підняті над кожним насінням і стиснуті між ними. Вони мають довжину до 8 см і ширину 3–4 мм і мають поздовжньо розташоване насіння всередині. Чорне насіння має еліптичну форму та довжину від 3 до 4 мм.